# Mădălin Martin
Mădălin Florin Martin (sinh ngày 21 tháng 6 năm 1992) là một cầu thủ bóng đá người România thi đấu ở vị trí tiền đạo cho Argeș Pitești.